# Patricia Highsmithová
Patricia Highsmithová, rodným jménem Mary Patricia Plangmanová (19. ledna 1921, Fort Worth – 4. února 1995, Locarno) byla americká spisovatelka.
Proslula svými psychologickými thrillery s násilnickým obsahem a prvky černého humoru. Hned ten první, Strangers on a train, proslavil svou stejnojmennou filmovou adaptací z roku 1950 Alfred Hitchcock. Slavnou se stala rovněž postava vraha Toma Ripleyho, která se objevuje v několika jejích knihách, jimž se někdy říká "ripliáda". Z nich nejznámější - opět i díky filmovým adaptacím (1960 s Alainem Delonem, 1999 s Mattem Damonem) - je Talentovaný pan Ripley (The Talented Mr. Ripley). Literární kritika vede spory o to, zda Highsmithovou vnímat jako představitelku literárního popu, či vážného umění. V mládí psala i komiksy. Knihu The Price of Salt napsala pod pseudonymem Claire Morganová a dlouho se k ní nehlásila, patrně kvůli autobiografickému lesbickému obsahu.
Její životopisci ji popsali jako velmi samotářskou, obsesivní, misantropickou, krutou, rasistickou, antisemitskou alkoholičku. Kvůli své sbírce povídek Little Tales of Misogyny byla rovněž obviněna z misogynie. Na své zahradě chovala tři sta plžů.

### Romány
- Strangers on a Train (1950)
- The Price of Salt (1952)
- The Blunderer (1954)
- The Talented Mr. Ripley (1955)
- Deep Water (1957)
- A Game for the Living (1958)
- This Sweet Sickness (1960)
- The Cry of the Owl (1962)
- The Two Faces of January (1964)
- The Glass Cell (1964)
- A Suspension of Mercy (1965)
- Those Who Walk Away (1967)
- The Tremor of Forgery (1969)
- Ripley Under Ground (1970)
- A Dog's Ransom (1972)
- Ripley's Game (1974)
- Edith's Diary (1977)
- The Boy Who Followed Ripley (1980)
- People Who Knock on the Door (1983)
- Found in the Street (1987)
- Ripley Under Water (1991)
- Small g: a Summer Idyll (1995)

### Sbírky povídek
- Eleven (1970)
- Little Tales of Misogyny (1974)
- The Animal Lover's Book of Beastly Murder (1975)
- Slowly, Slowly in the Wind (1979)
- The Black House (1981)
- Mermaids on the Golf Course (1985)
- Tales of Natural and Unnatural Catastrophes (1987)
- Nothing That Meets the Eye: The Uncollected Stories (2002)